# Argina multiguttatum
Argina multiguttatum är en fjärilsart som beskrevs av George Francis Hampson 1894. Argina multiguttatum ingår i släktet Argina och familjen björnspinnare. Inga underarter finns listade i Catalogue of Life.